# Sulfophobococcus
Genre
Espèces de rang inférieur
- Sulfophobococcus zilligii

Sulfophobococcus est un genre d'archées de la famille des Desulfurococcaceae.